# Agny
Agny település Franciaországban, Pas-de-Calais megyében. Lakosainak száma 1863 fő (2022. január 1.). Agny Achicourt, Mercatel, Wailly, Beaurains és Ficheux községekkel határos.

## Népesség
A település népességének változása:
| Lakosok száma | 1946 | 1938 | 1961 | 1929 | 1906 | 1899 | 1891 | 1879 | 1863 |
|               | 2013 | 2015 | 2016 | 2017 | 2018 | 2019 | 2020 | 2021 | 2022 |